# Сербська Автономна Область Західна Славонія
Сербська Автономна Область Західна Славонія (серб. SAO Zapadna Slavonija або САО Західна Славонія — колишня сербська автономна область у Хорватії. Була створена 12 серпня 1991. 26 лютого 1992 увійшла до складу т. зв. Республіки Сербська Країна.

## Історія
Невдовзі після оголошення САО Західна Славонія війська повстанців, яким допомагала ЮНА, взяли Окучані і Дарувар та тим самим створили загрозу для Хорватії втратити контроль над Славонією. У наступні місяці після запеклих боїв за Пакрац і захоплення міста більшість хорватів покинули цю область. 31 жовтня 1991 хорватські війська почали дві операції: Откос 10 (захопивши Білогору) і Оркан 91 (було захоплено Дарувар), а більшість сербів покинули цю область. Славонський православний центр у Пакраці було знищено. При цьому воєнні злочини були вчинені з обох сторін.

## Даруварська угода
18 лютого 1993 хорватські та місцеві сербські лідери підписали Даруварську угоду. Угода трималася в секреті і була спрямована на нормалізацію життя для місцевих мешканців на лінії фронту. Але Книнський уряд дізнався про угоду і заарештував сербів-підписантів.
САО Західна Славонія було скасовано і область реінтегровано до Хорватії всього за два дні в травні 1995 під час операції Блискавка. I у помсту за цю поразку Мілан Мартич здійснив ракетну атаку на Загреб.

## Українські миротворці
З вересня 1999 року по березень 2001 року на території Західної Славонії миротворчу місію виконував 14 окремий вертолітний загін (66 осіб, на підставі Указу Президента України від 14.07.1999 № 852/99 та Закону України від 16.07.1999 № 1006-14). Основні завдання загону: перевезення національного персоналу та високоповажних осіб; перевезення вантажів; евакуація поранених; супроводження переміщення військ.